# Incidente stradale

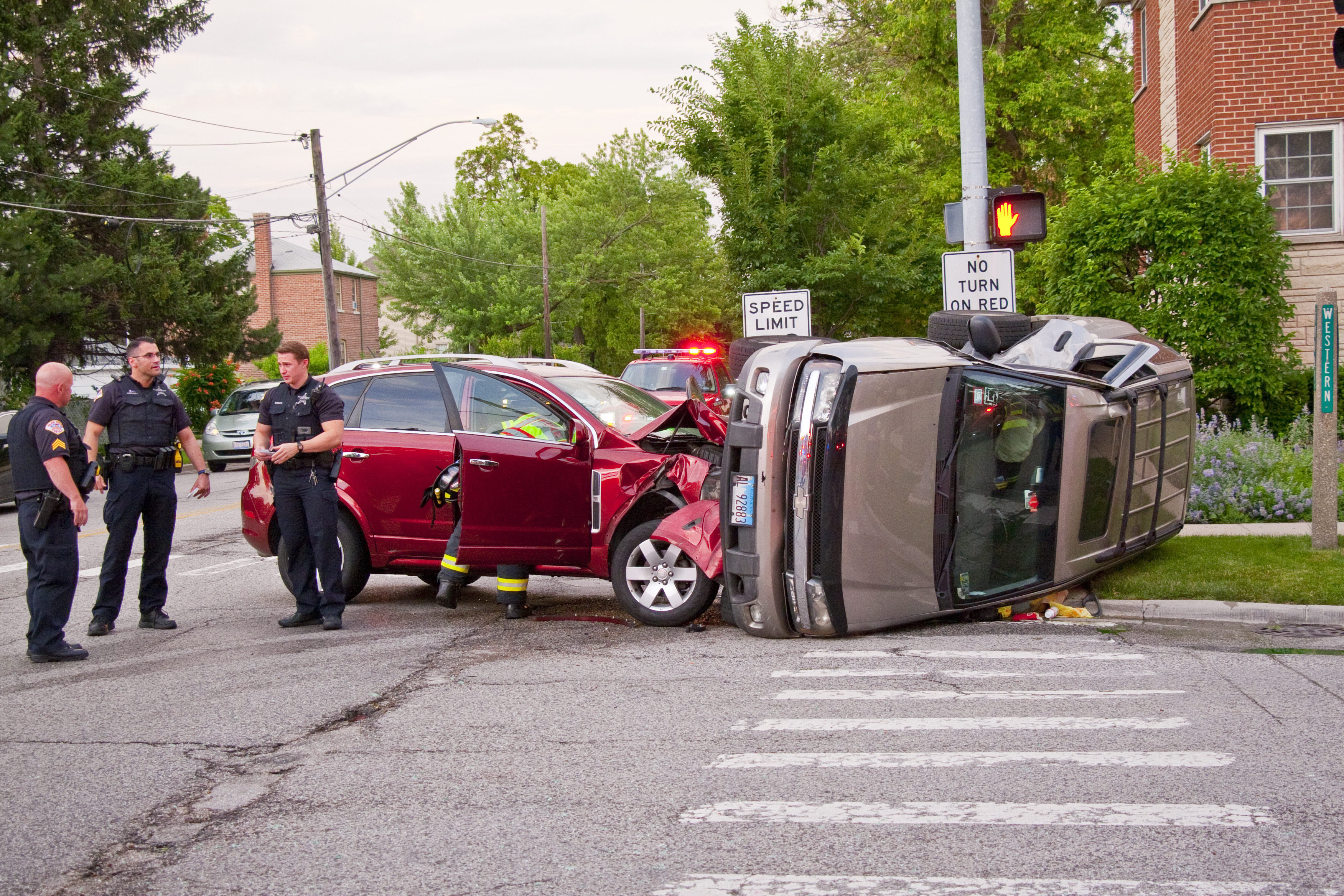
Due automobili incidentate

Un incidente stradale è un evento dannoso che si verifica quando un veicolo su strada si scontra con altri veicoli, pedoni, animali, detriti stradali o altri ostacoli in movimento o fermi, come un albero, un palo o un edificio. Gli incidenti stradali spesso provocano lesioni, invalidità, morte e danni alla proprietà, nonché costi finanziari e responsabilità civili o penali sia per la società che per le persone coinvolte. Il trasporto su strada è la situazione più pericolosa che le persone affrontano quotidianamente, ma le cifre relative alle vittime di tali incidenti attirano meno l'attenzione dei media rispetto ad altri tipi di tragedie meno frequenti.

## Distribuzione

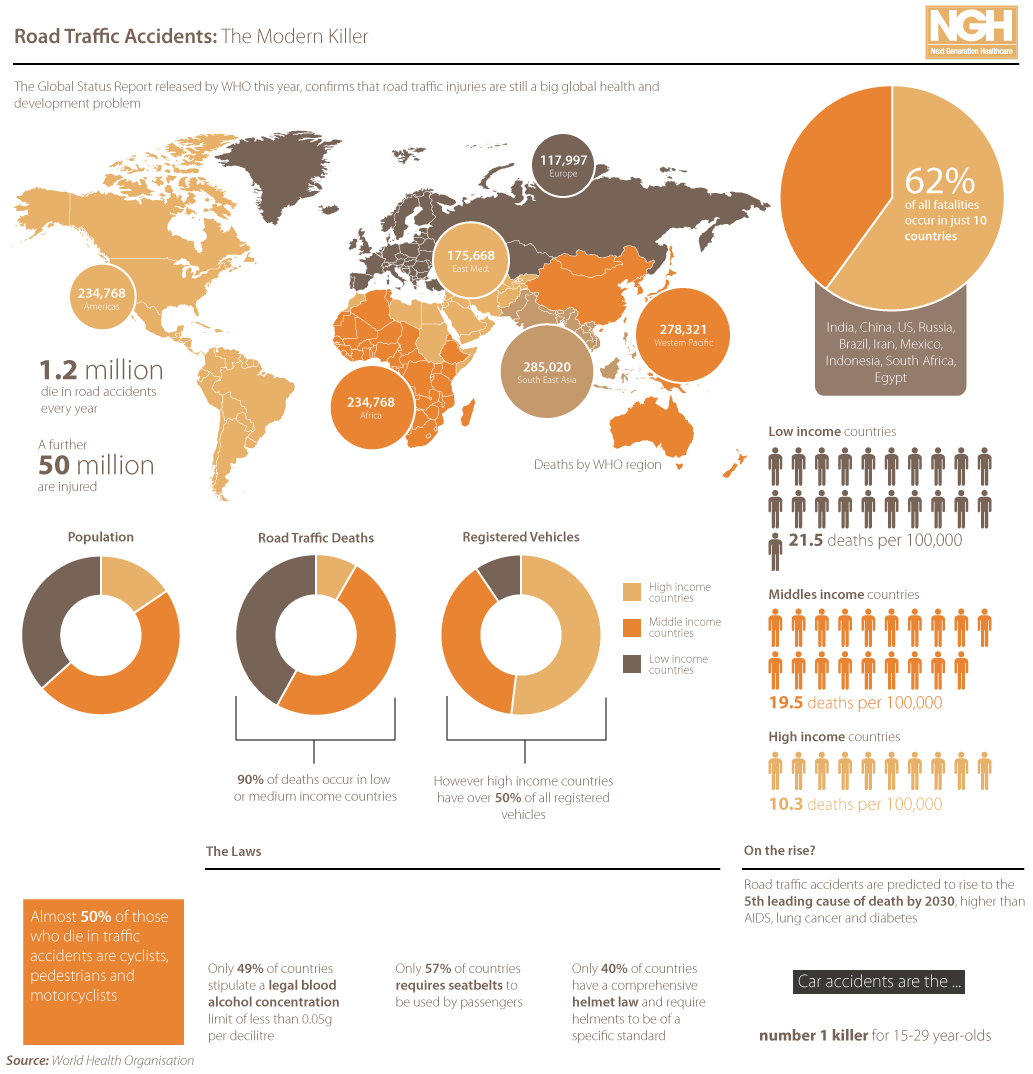

## Cause
Gli incidenti stradali sono causati da un gran numero di fattori umani come il mancato intervento in base alle condizioni meteorologiche, alla progettazione stradale, alla segnaletica, ai limiti di velocità, alle condizioni di illuminazione, alla segnaletica orizzontale e agli ostacoli stradali. Uno studio del 1985 di K. Rumar, utilizzando come dati i rapporti sugli incidenti in Gran Bretagna e negli Stati Uniti, ha suggerito che il 57% degli incidenti era dovuto esclusivamente a fattori associati al conducente, il 27% a fattori combinati della carreggiata e del conducente, il 6% a fattori combinati del veicolo e del conducente, il 3% esclusivamente ai fattori della carreggiata, il 3% ai fattori combinati della carreggiata, del conducente e del veicolo, il 2% esclusivamente ai fattori del veicolo e l'1% ai fattori combinati della carreggiata e del veicolo. Ridurre la gravità delle lesioni negli incidenti è più importante della riduzione dell'incidenza e classificare l'incidenza per ampie categorie di cause è fuorviante per quanto riguarda la riduzione delle lesioni gravi. Le modifiche al veicolo e alla strada risultano generalmente più efficaci degli sforzi di cambiamento comportamentale, ad eccezione di alcune leggi come l'uso obbligatorio delle cinture di sicurezza, dei caschi per motociclisti e la licenza graduale per gli adolescenti.

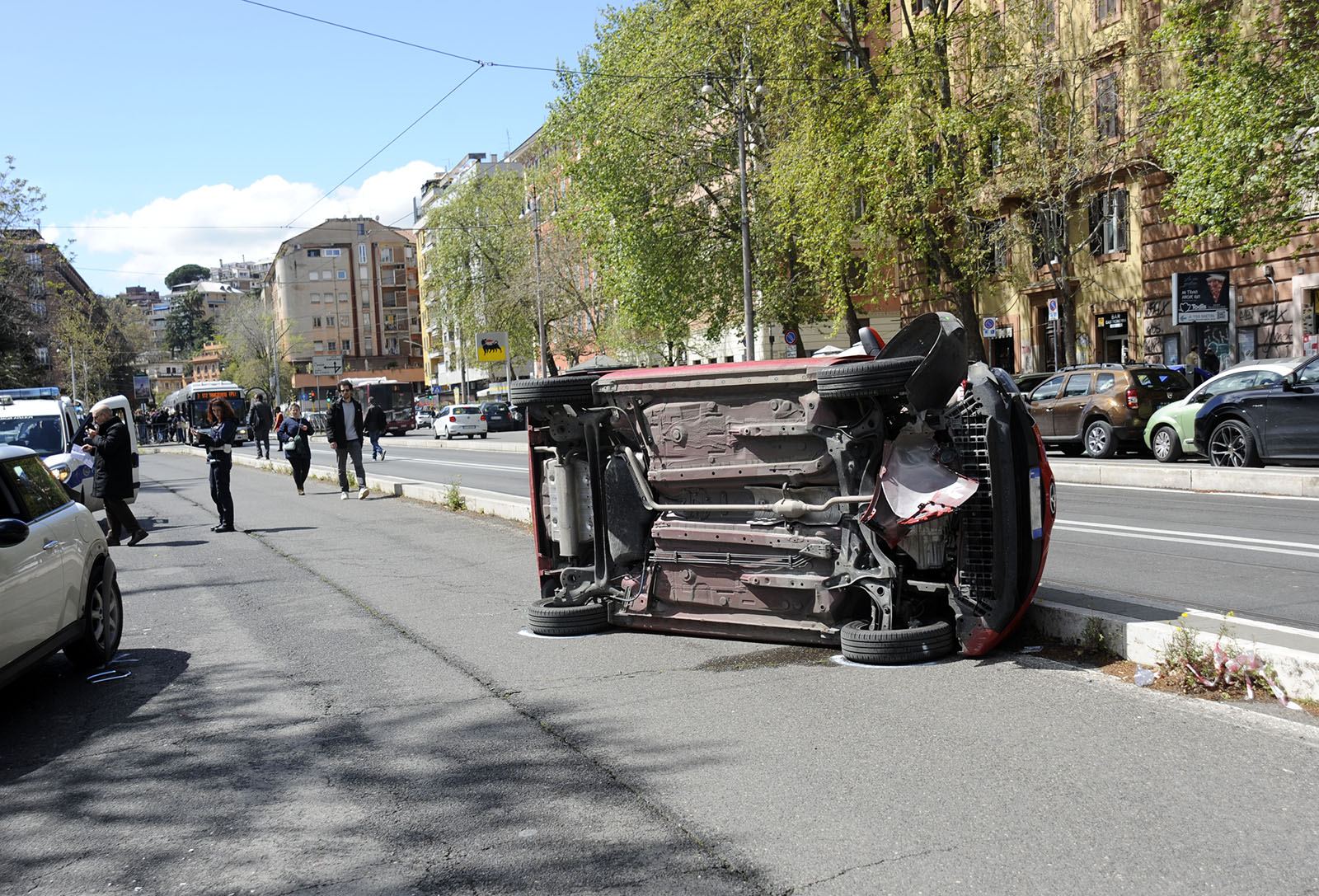
Incidente a Roma in viale Trastevere nel 2023

Nel secondo decennio del terzo millennio si è visto un importante incremento degli incidenti e sempre più associato all'uso convulso degli smartphone, tanto da far approvare dai legislatori provvedimenti specifici.
Studi del 2020 hanno evidenziato come i sistemi d'informazione e intrattenimento delle automobili muniti di schermo tattile incida molto negativamente sulla diligenza di guida, risultando peggiore di alcool (entro i limiti di legge) e cannabis e in molti casi anche rispetto all'uso del telefono.

## Dinamica
Con riferimento alla dinamica, gli incidenti stradali si dividono in:
- tamponamento
- urto frontale
- urto laterale
- urto frontale-laterale
- investimento
- urto contro ostacolo
- fuoriuscita dalla sede stradale
- ribaltamento.

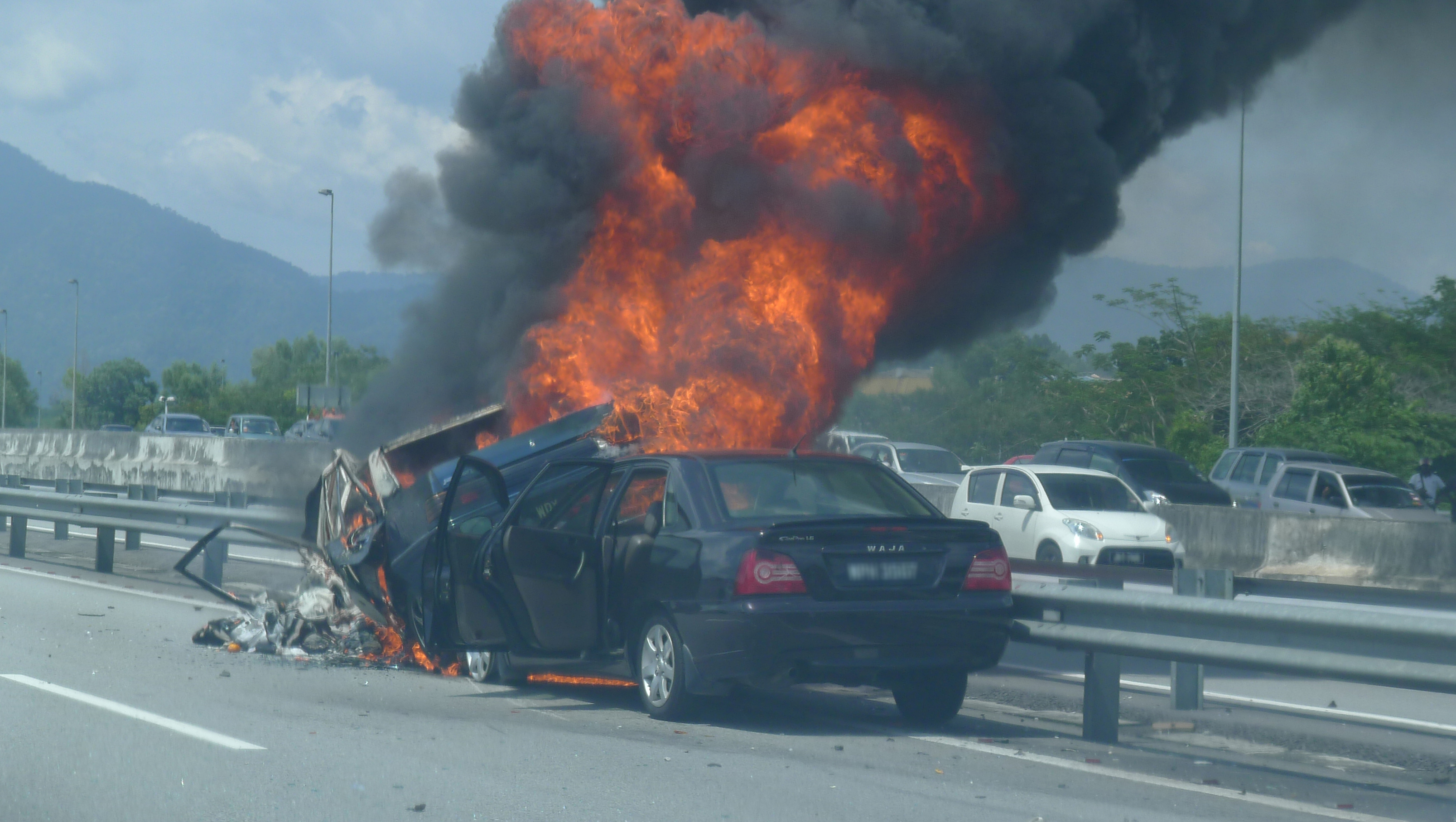
Auto in fiamme in seguito ad un tamponamento (North-South Expressway, Malaysia)
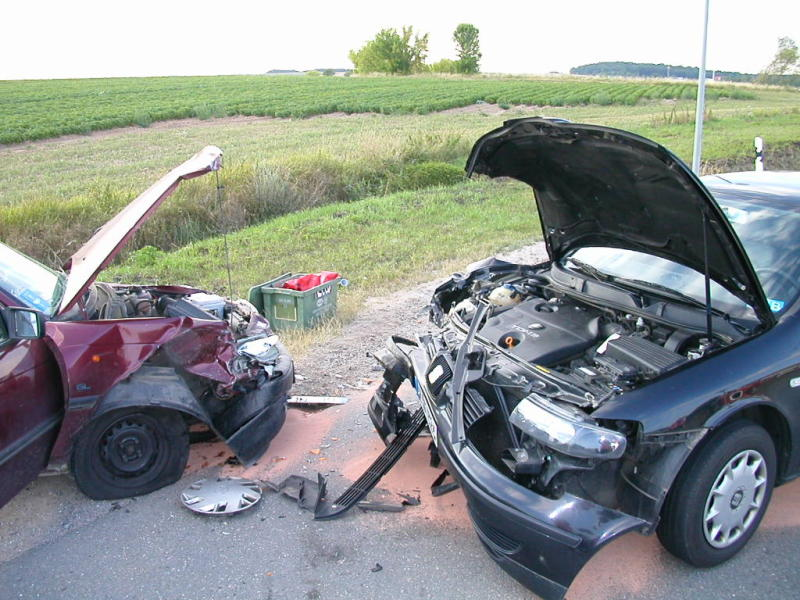
Urto frontale tra due auto
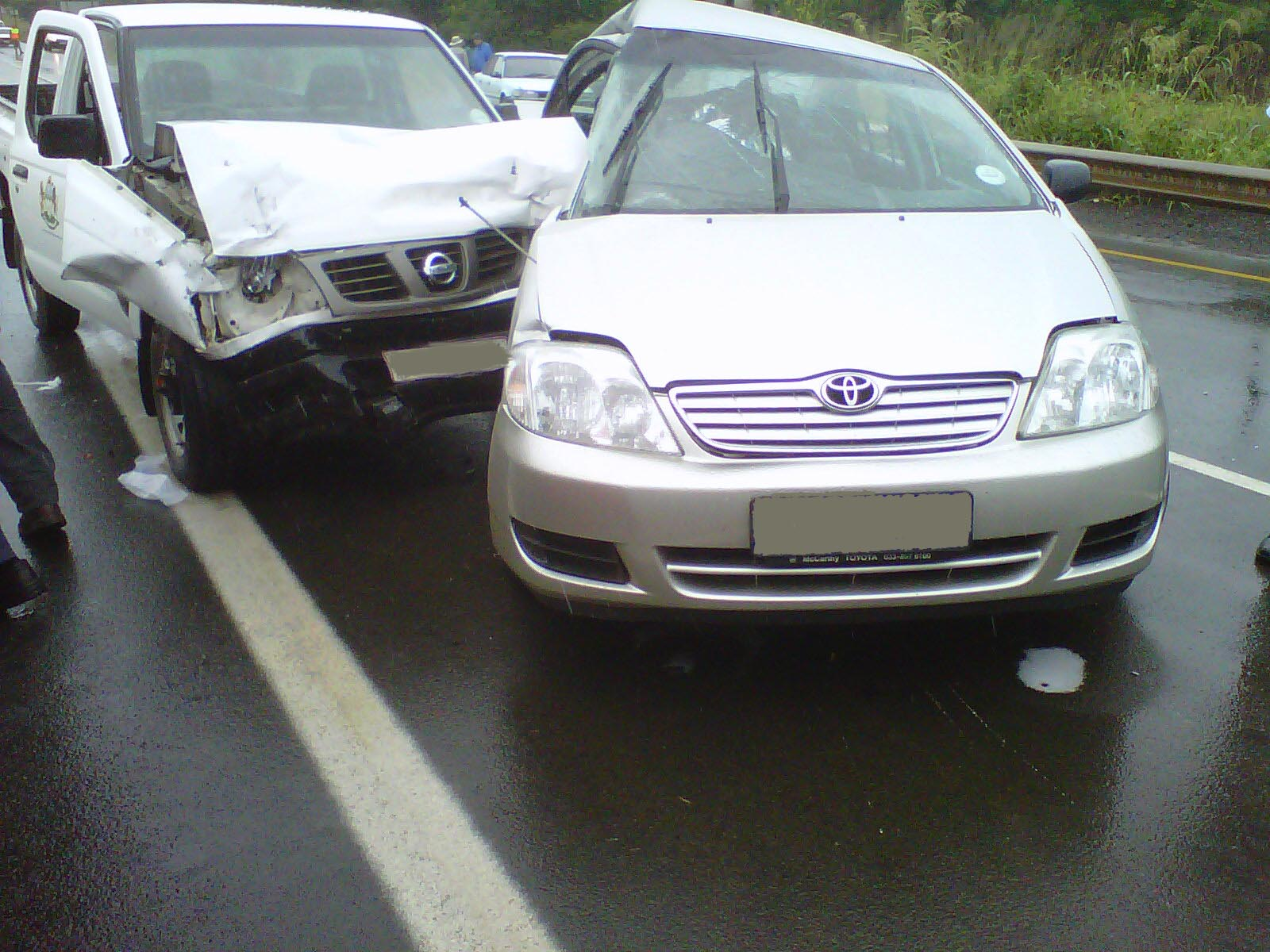
Urto laterale tra due auto con conseguenze mortali (Sudafrica)
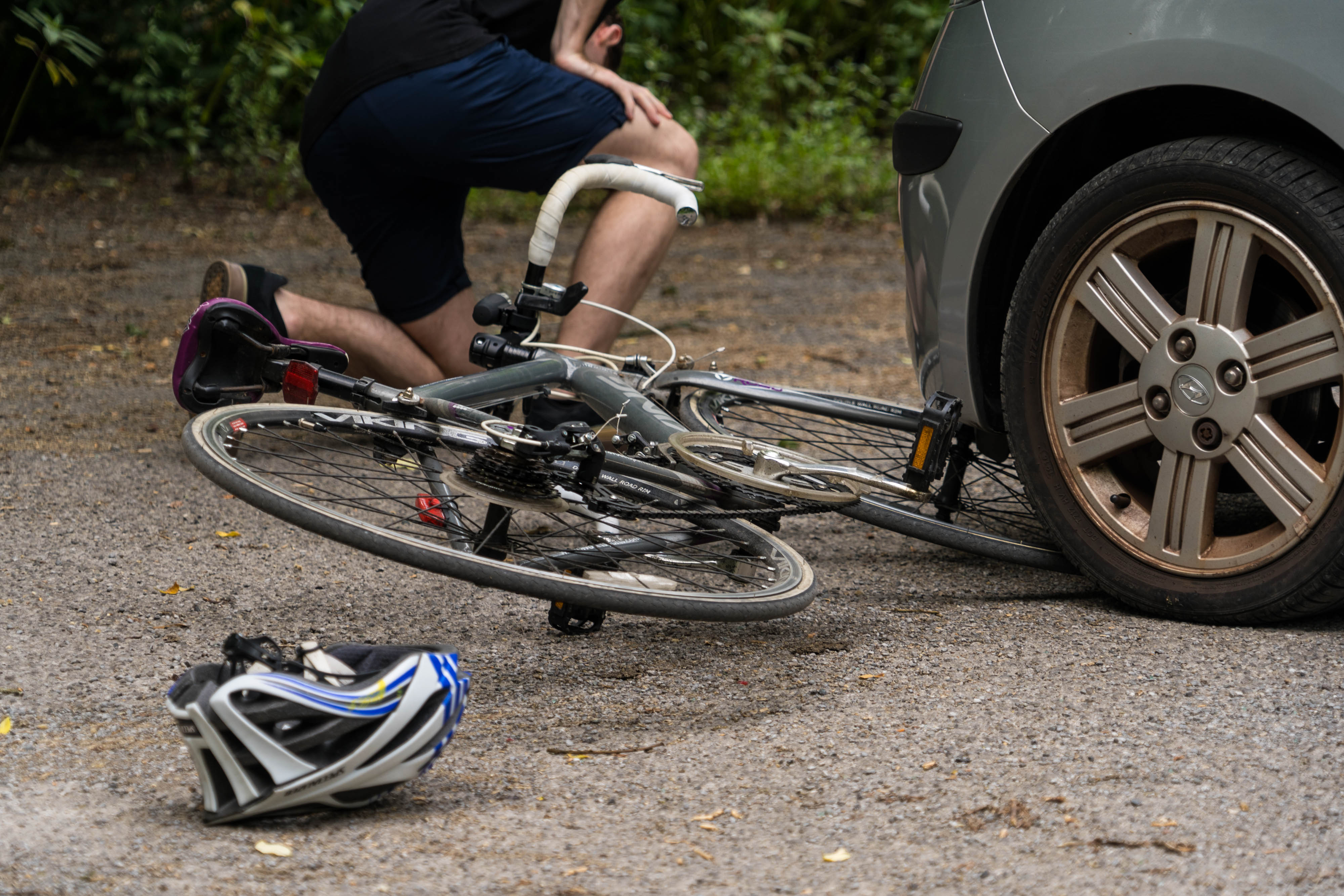
Investimento di un ciclista
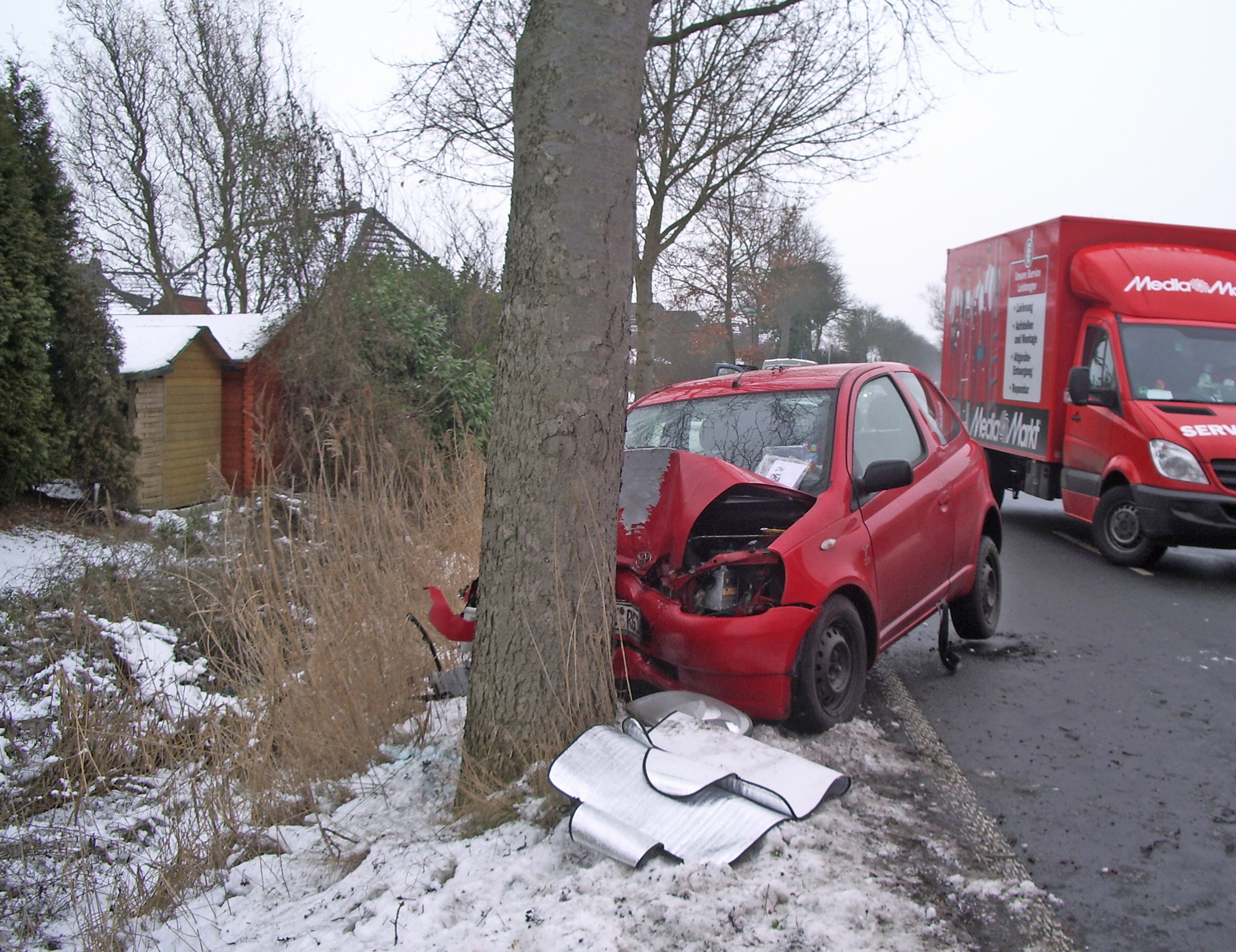
Fuoriuscita dalla sede stradale di un'automobile con conseguente urto ad un albero e ferito grave (strada provinciale L261, distretto di Pinneberg, Germania)
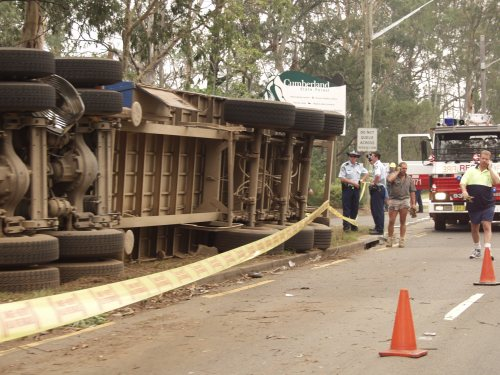
Ribaltamento di un automezzo (Sydney, Australia, Natale 2001)

### Ricostruzione della dinamica

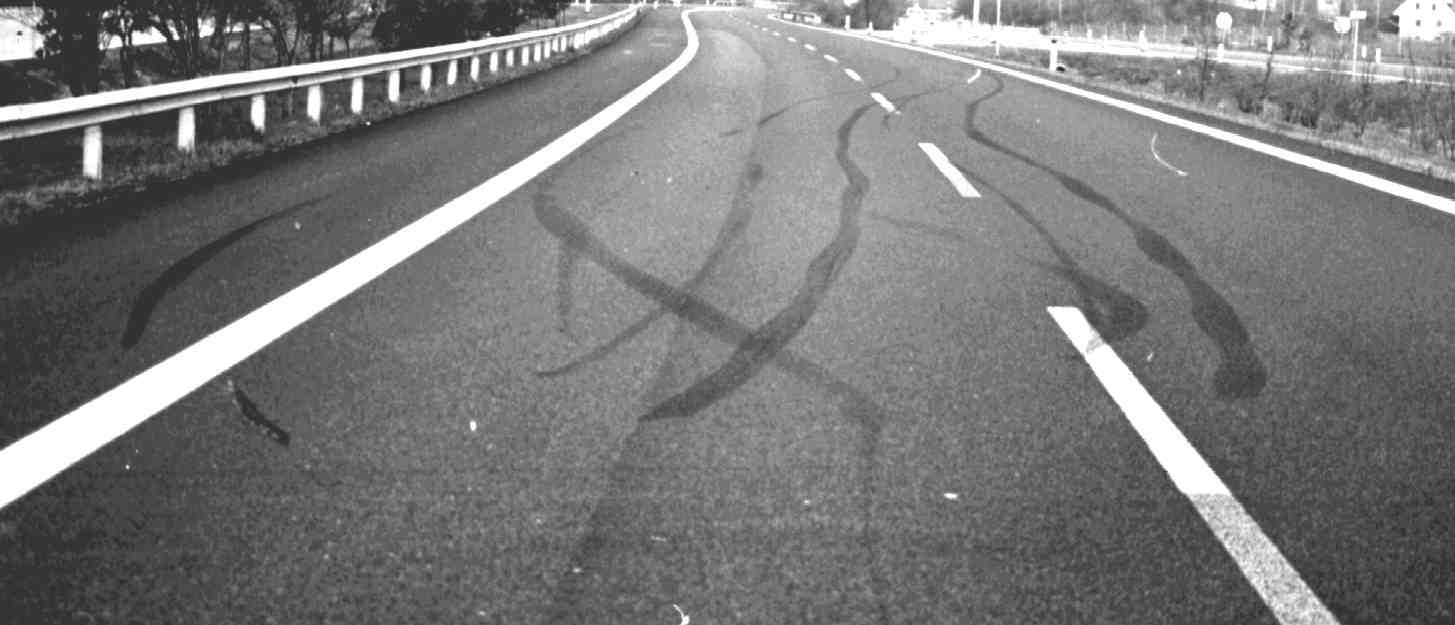
I segni degli pneumatici sull'asfalto sono un esempio di evidenza utilizzata durante la ricostruzione della dinamica di un incidente stradale

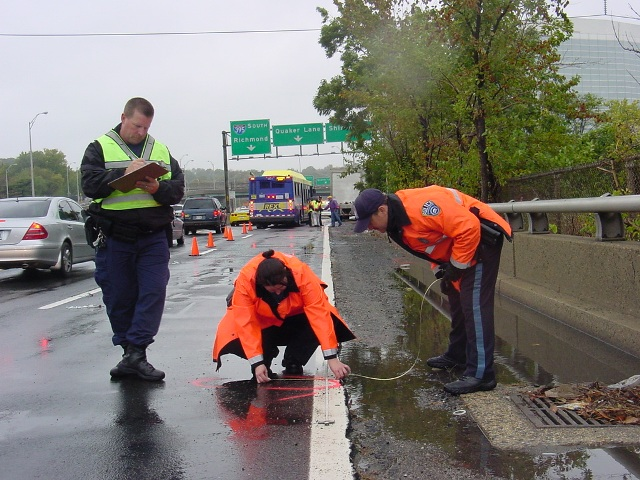
Investigazione sul luogo di un incidente mortale (2008, Virginia)

Le parti coinvolte o loro delegati hanno diritto a chiedere alle forze dell'ordine intervenute (carabinieri, vigili urbani, etc.) copia della relazione di servizio (o della relazione di rilievo di incidente stradale), planimetrie, eventuali foto scattate nel corso dei rilievi o video di telecamere presenti nell'area dell'incidente e utilizzate per redigere il verbale. Il diritto di accesso e copia della documentazione dell'incidente è previsto dal decreto legislativo 30/04/1992, n. 285, art. 11, com. 4 e art. 12 e dal decreto del presidente della Repubblica 16/12/1992, n. 495, art. 21. Solitamente è richiesto il pagamento di alcuni diritti di segreteria.
La relazione di incidente stradale contiene:
- i dati delle parti
- le dichiarazioni di parti e testimoni
- lo stato dei luoghi
- le misurazioni tecniche
- la descrizione dei danni

## Conseguenze

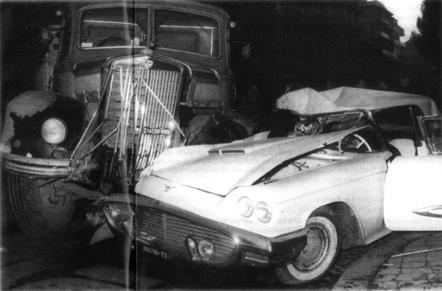
L'incidente in cui perse la vita il cantante Fred Buscaglione nel 1960

Con riferimento alle conseguenze, gli incidenti stradali possono essere classificati in:
- incidenti mortali
- incidenti con feriti
- incidenti con danni al patrimonio

Molti tipi di lesioni fisiche possono comunemente derivare dal trauma da corpo contundente causato da un incidente stradale; tali lesioni possono andare da lesioni più lievi come lividi, contusioni e ferite superficiali a lesioni fisiche più gravi, come perdita di un arto, dissanguamento, arresto cardiaco e morte.
A seguito di un incidente stradale possono verificarsi anche traumi psicologici di lunga durata. Questi problemi possono far temere a coloro che hanno subito un incidente di guidare di nuovo. In alcuni casi, il trauma psicologico può influenzare la vita delle persone, causando difficoltà ad andare al lavoro, a frequentare la scuola o ad adempiere alle responsabilità familiari.

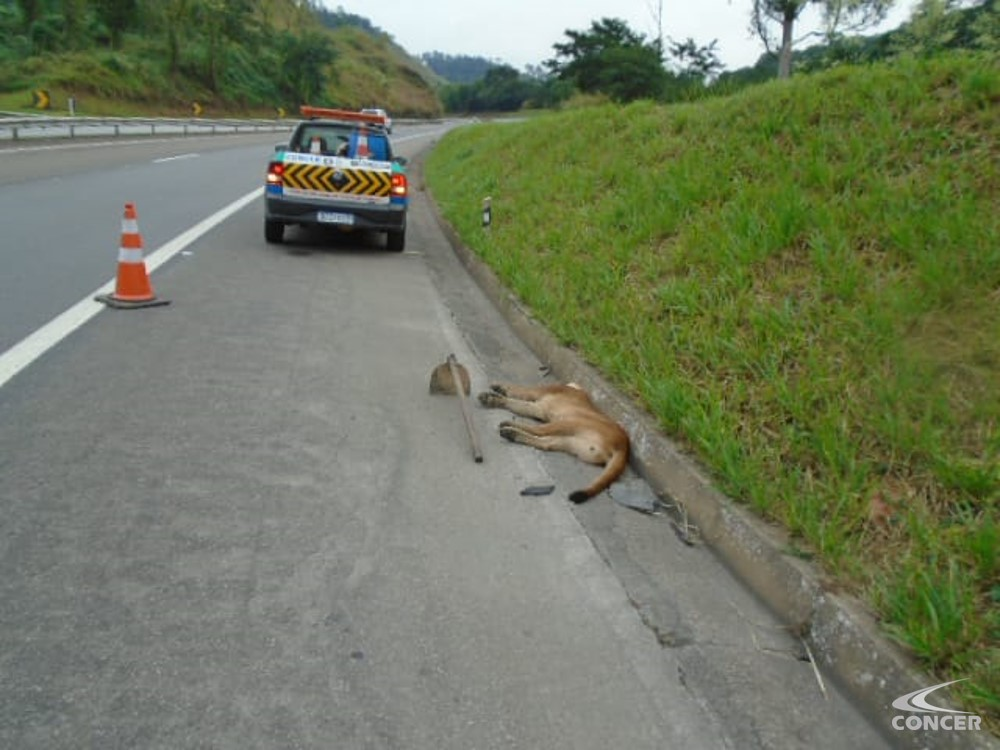
Un puma morto a causa di un incidente stradale in Brasile

Gli incidenti stradali che coinvolgono animali, oltre a mettere a rischio l'incolumità delle persone coinvolte, hanno inoltre importanza dal punto di vista ambientale e della conservazione e diversità della fauna.

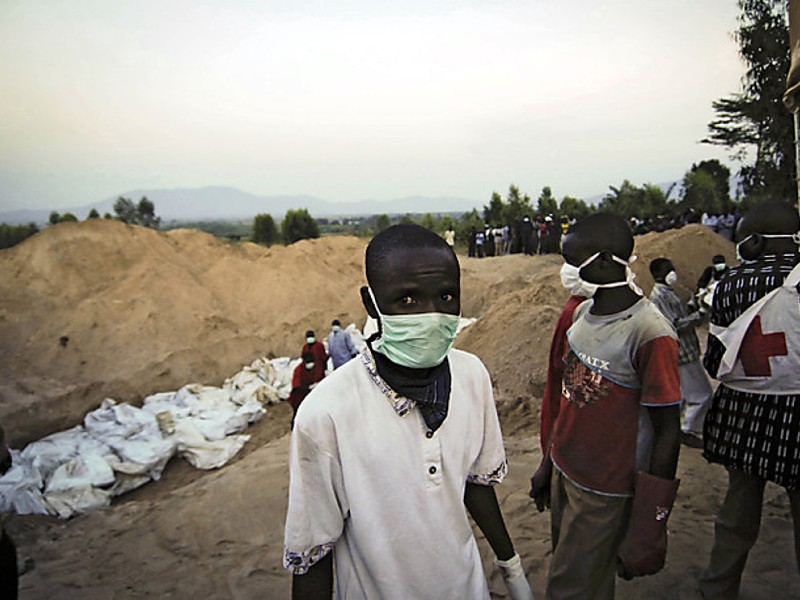
Sepoltura in una fossa comune dei morti della catastrofe di Sange del 2010, causata dall'esplosione di un'autocisterna ribaltatasi per strada

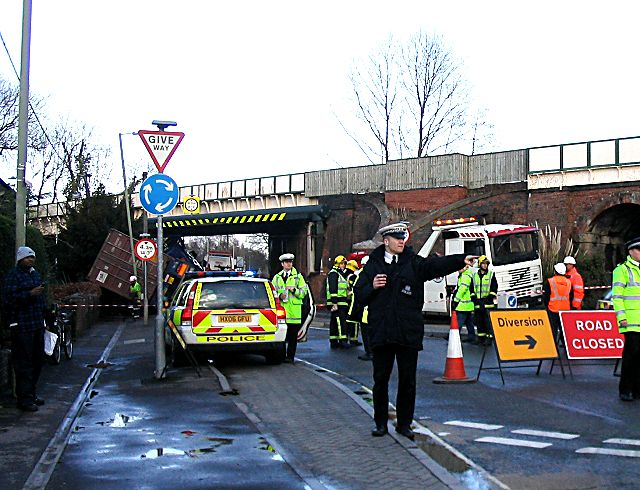
Chiusura di una strada al traffico a seguito di un incidente (Romsey, Inghilterra)

Anche quando gli incidenti stradali non causano danni fisici alle persone direttamente coinvolte, possono causare spesso danni ambientali e per la salute di altre persone (ad esempio, durante la catastrofe di Sange del 2010, il ribaltamento di un'autocisterna che stava tentando il sorpasso di un bus nel villaggio di Sange, nella Repubblica Democratica del Congo, ha portato alla sua esplosione, provocando almeno 230 morti e 190 feriti) e danni economici (tra cui danneggiamento dei veicoli e delle strutture coinvolti), oltre al rallentamento o blocco del traffico (con tutti i disagi associati per gli altri utenti della strada, anche di tipo economico). Inoltre, se le condizioni di sicurezza della strada non sono prontamente ripristinate, la presenza sulla carreggiata dei veicoli incidentati, oli, carburanti e detriti prodotti dall'incidente possono essere causa di altri incidenti.

## Prevenzione

### Prove e simulazioni

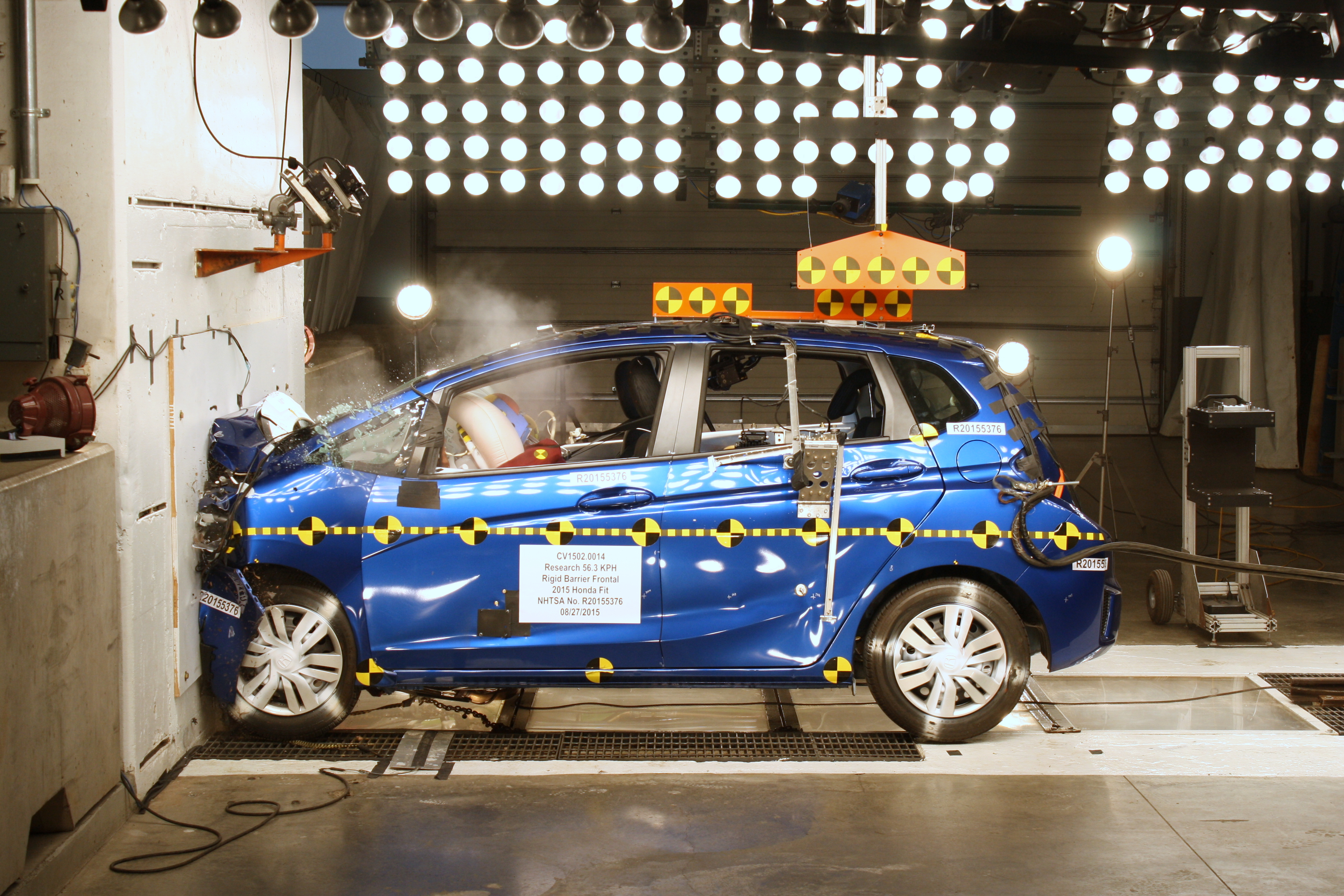
Prova di urto di un veicolo (crash test)
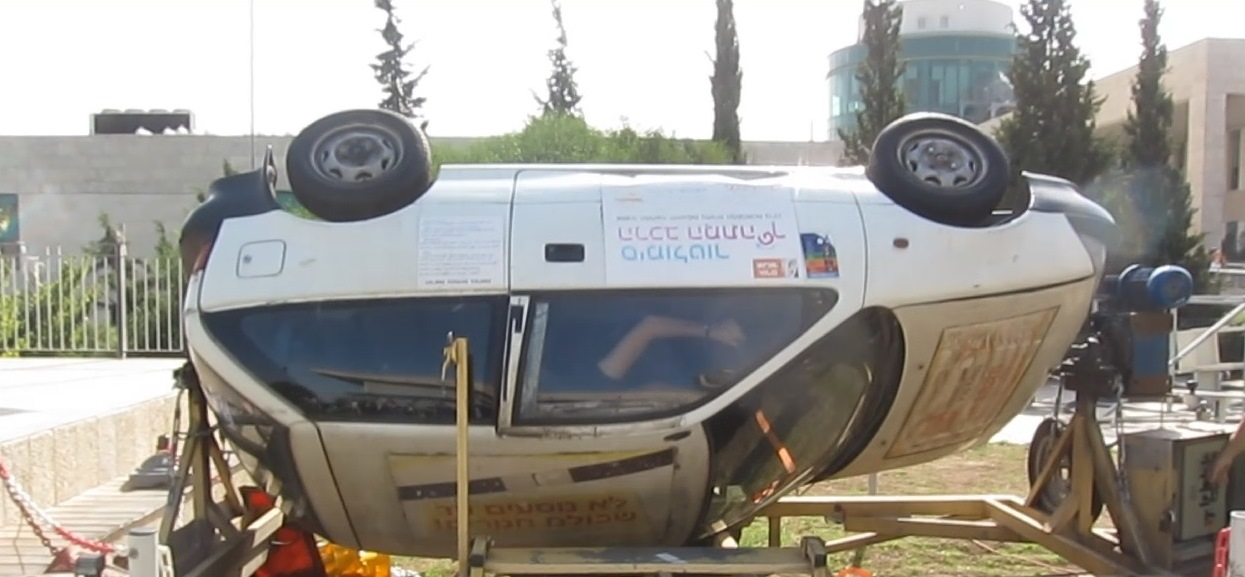
Prova di ribaltamento
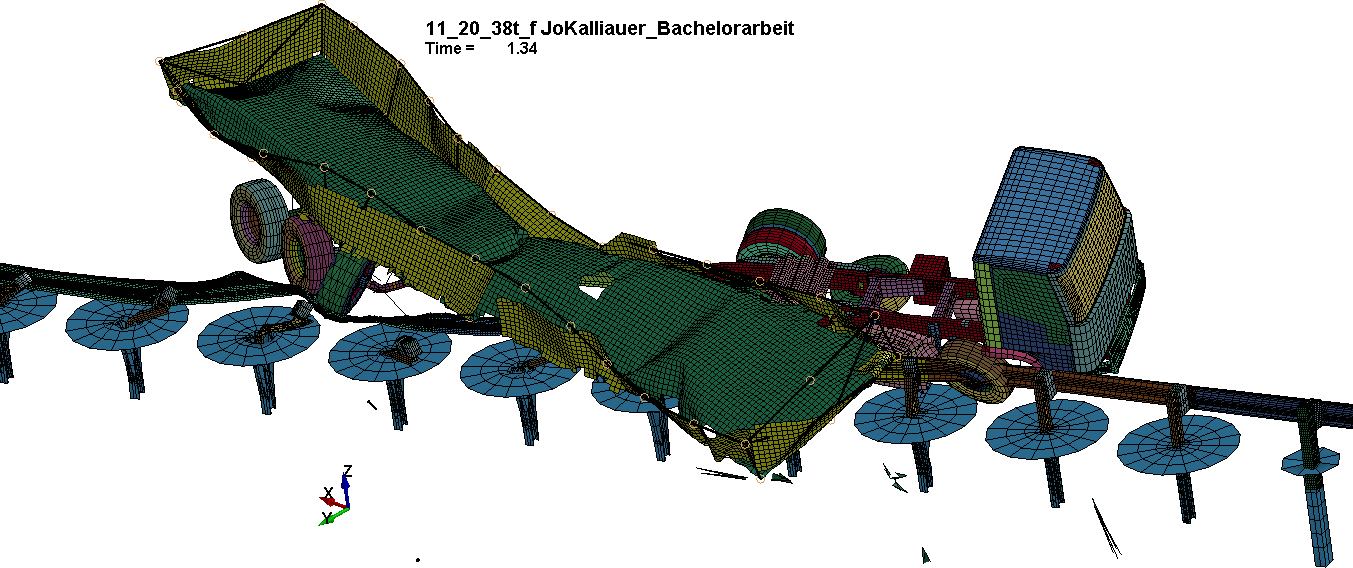
Simulazione FEM di un incidente di un autocarro
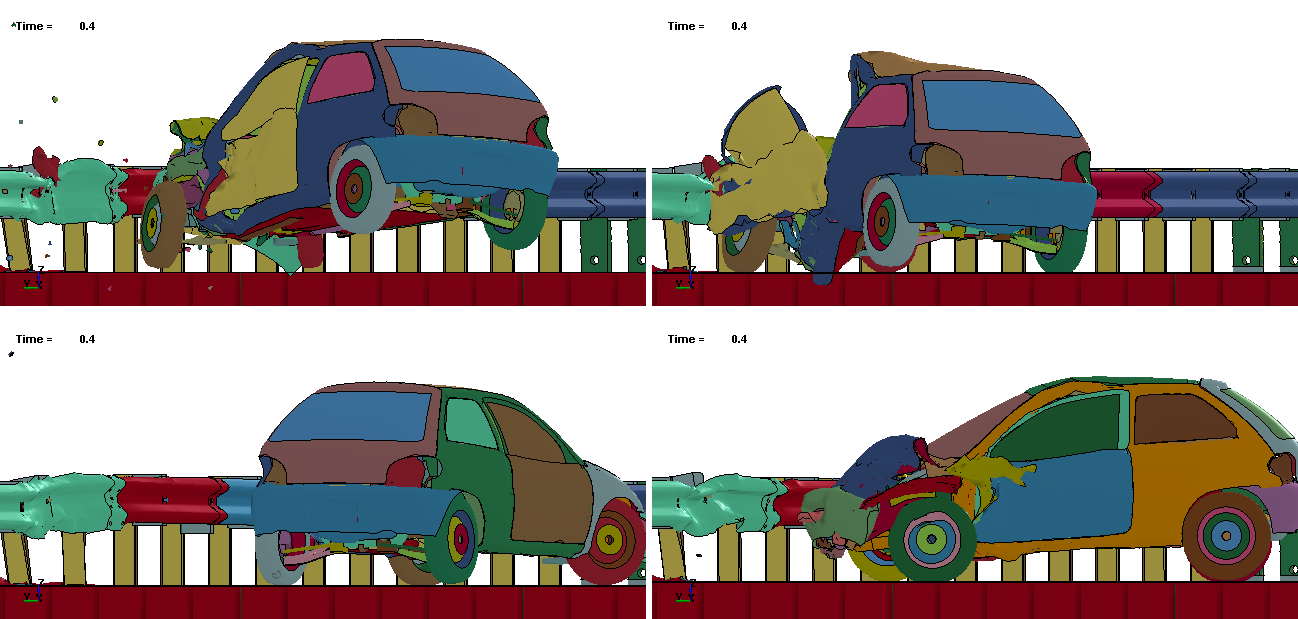
Simulazione FEM dell'urto di un veicolo contro un guardrail